# 葛葉峠

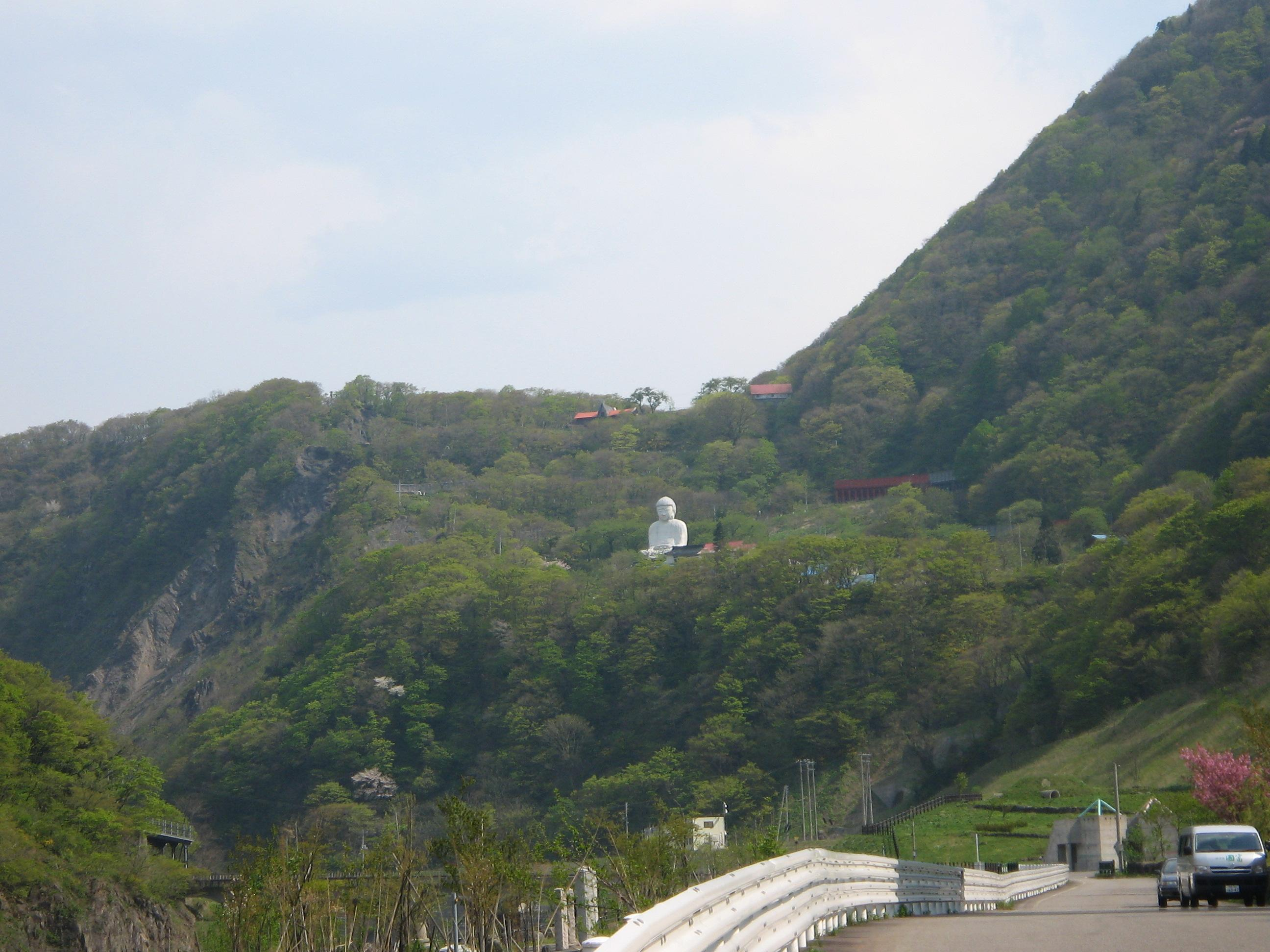
葛葉峠と白馬大仏（峠の北側）

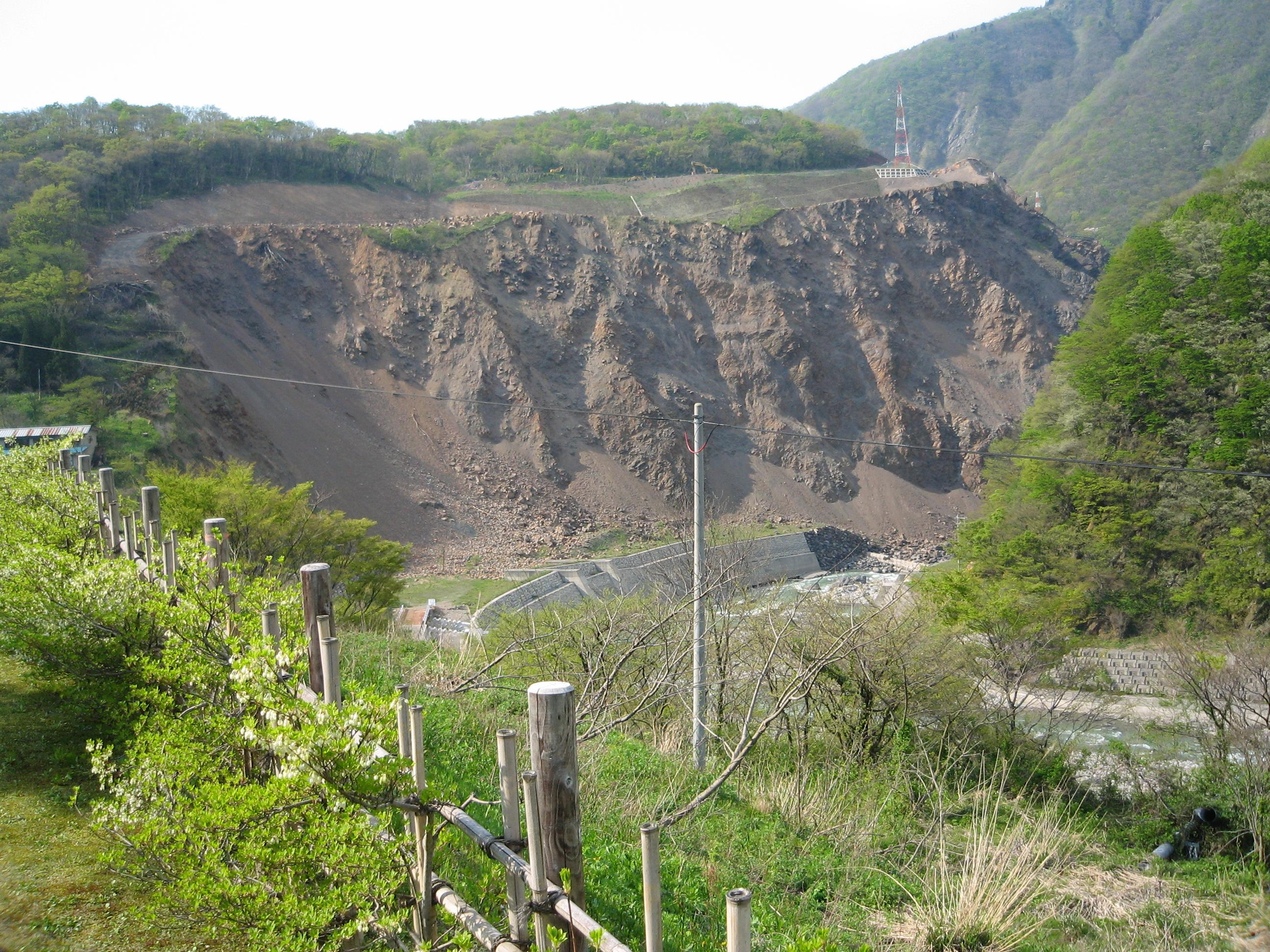
蒲原温泉付近の崩壊部（峠の南側）

葛葉峠（くずばとうげ）は、新潟県糸魚川市にある峠。標高は440m。蒲原峠とも言う。
峠の名前は、クズの群生地であることに由来している。

## 概要
姫川に沿って糸魚川市の平岩集落から小谷村の湯原集落の間にある峠。かつては塩の道（千国街道）の難所として知られた。江戸時代には松本藩に塩を送るための供給路で、急坂の途中に塩を運搬した歩荷と牛が木陰に休んだと伝えられている。明治以降は、付近の猫鼻の橋を経由するルートが姫川の増水の度に何度も橋が流失したため、現在の葛葉峠経由のルートに変更されている。
現在は、国道148号の旧道（新潟県道375号平岩停車場蒲原線）が存在している。この旧道は峠の南側斜面が1995年に発生した7.11水害により崩壊し長らく不通状態であったが、2006年から斜面の復旧工事が行われ、2015年には通行可能となっている。なお、この峠自体は県境となっておらず、峠から南へ2本目の沢にある国界橋（蒲原沢）が県境となっている。

## 地質・地形
葛葉峠は、三角形の台地状の高まりであり周囲の地形とは異質である。このことから1502年1月28日に発生した越後南西部地震により、姫川を挟んで東側に位置する真名板山が崩壊、その際の崩土から形成されたものと考えられており、調査が進められている。

## 生物
ボッカトチノキは、1971年3月26日に糸魚川市の天然記念物に指定され、糸魚川市教育委員会の案内柱がある。
この他、峠一帯にはクモマツマキチョウ、ヒメギフチョウの生息地にもなっていて、こちらも1954年2月10日に新潟県の天然記念物に指定されている。

## 温泉
峠の北側には白馬温泉、姫川温泉が、峠の南側には蒲原温泉（休業中）、猫鼻温泉（水害により埋没）が位置する。